# Lina Abarbanell

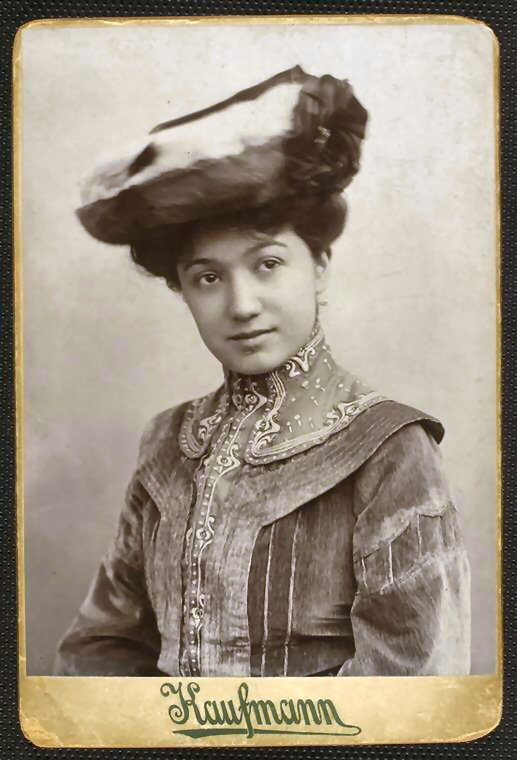
Lina Abarbanel

Lina Abarbanell (n. 3 ianuarie 1879 - d. 6 ianuarie 1963) a fost soprană americană de etnie ebraică născută în Germania. 
A jucat în operă și în teatru muzical în numeroase turnee prin Europa și SUA.